# Alvespimycine
L'alvespimycine, ou 17-diméthylaminoéthylamino-17-déméthoxygeldanamycine (17-DMAG), est un antibiotique hémisynthétique dérivé de la geldanamycine étudié pour ses possibles applications anticancéreuses.